# Rotiferophthora torquatospora
Rotiferophthora torquatospora är en svampart som beskrevs av Glockling 1994. Rotiferophthora torquatospora ingår i släktet Rotiferophthora och familjen Cordycipitaceae.   Inga underarter finns listade i Catalogue of Life.